# Hassenroth (Höchst im Odenwald)

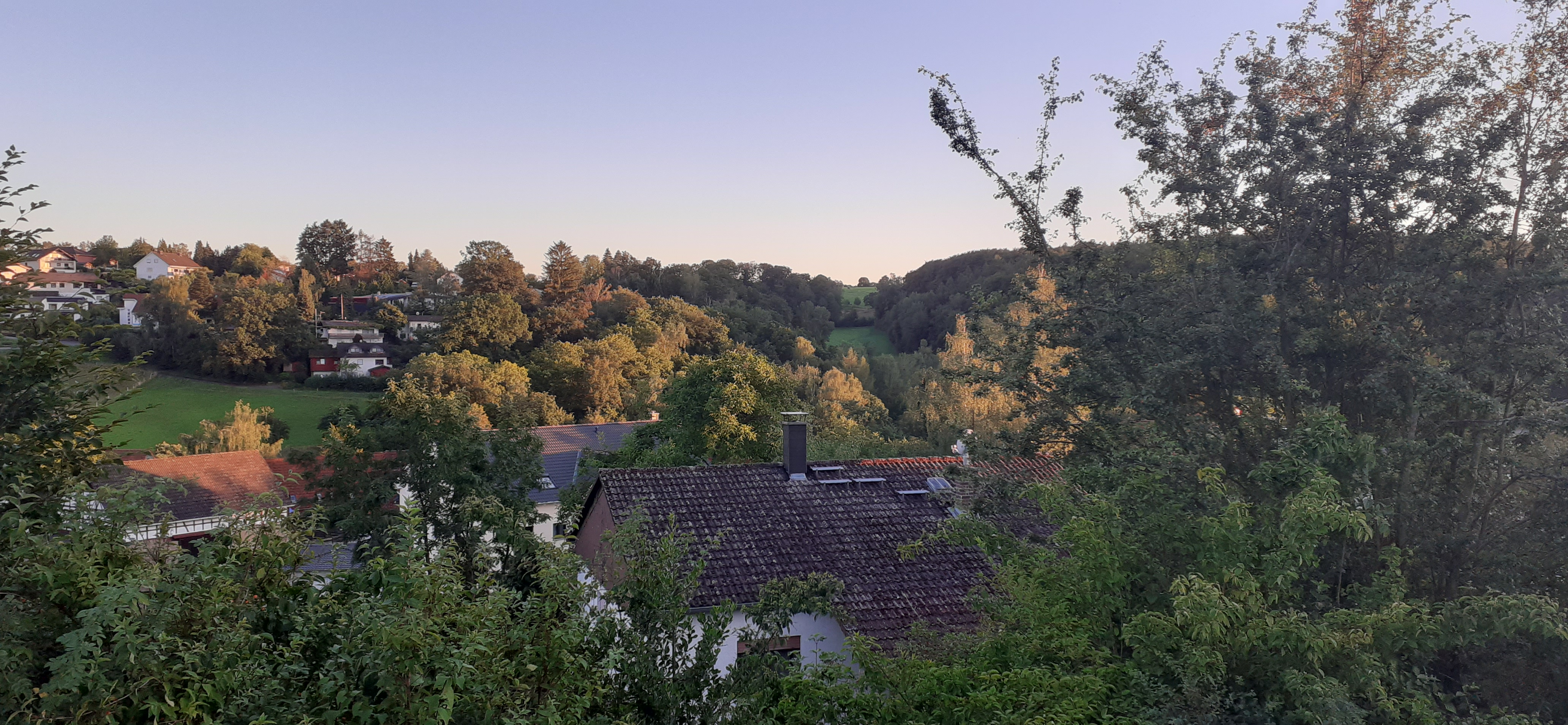
Blick auf Hassenroth, August 2023

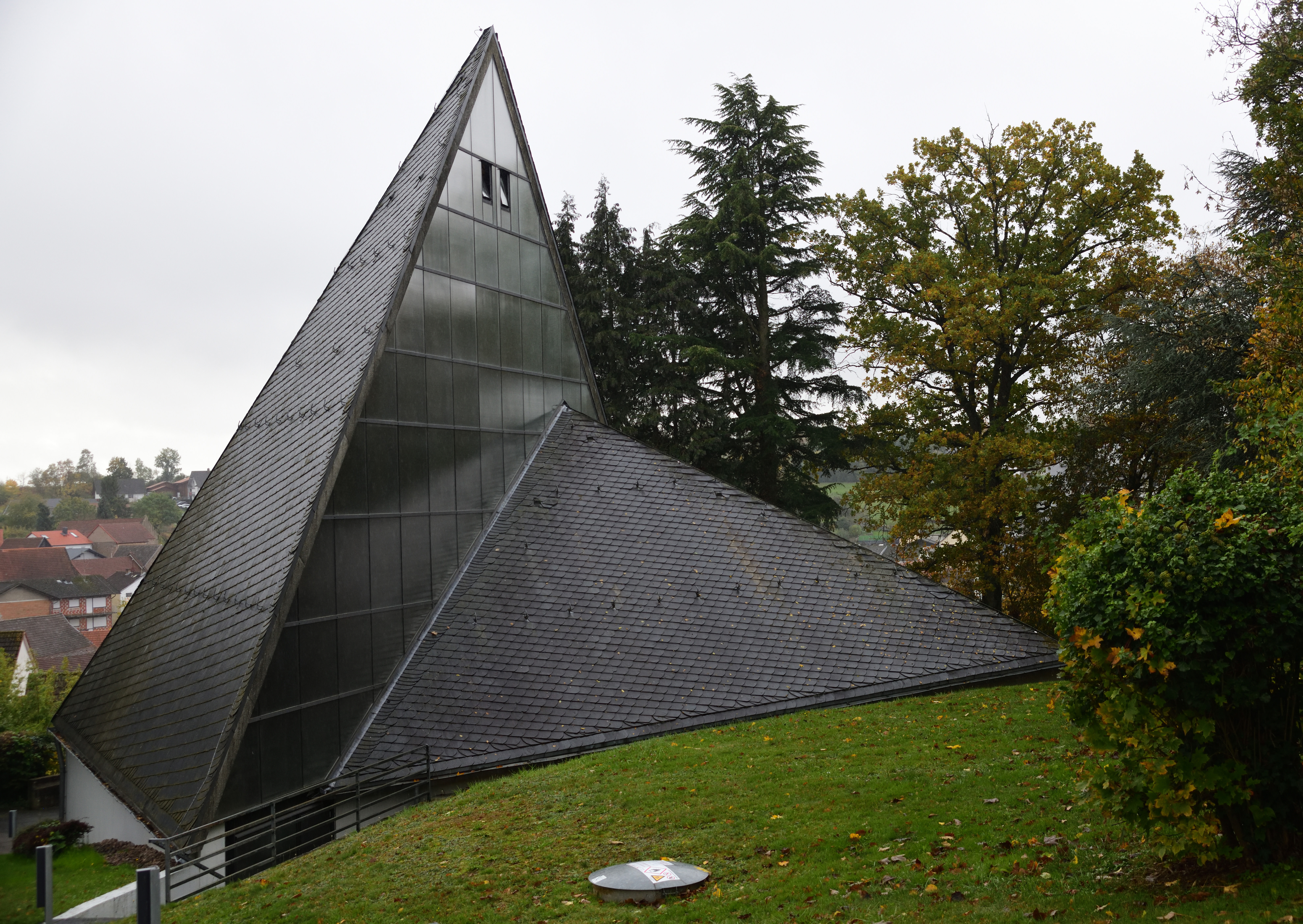
Evangelische Kirche in Hassenroth

Hassenroth ist als staatlich anerkannter Erholungsort ein Ortsteil der Gemeinde Höchst im Odenwald im südhessischen Odenwaldkreis.

## Geographie
Hassenroth liegt im nördlichen Odenwald, ca. 14 km nordwestlich von Erbach. Die Häuser des Dorfes liegen zerstreut.
Geologisch liegt es im Granit-Odenwald, während in Höchst schon Sandstein zu finden ist. Der Ortsteil Hassenroth besteht aus der 318,7 Hektar umfassenden Gemarkung Hassenroth.
Hassenroth grenzt im Norden an Hering (Gemeinde Otzberg, Landkreis Darmstadt-Dieburg), im Osten an die Ortsteile Pfirschbach und Annelsbach (Höchst im Odenwald) und im Westen an Ober-Klingen (Gemeinde Otzberg, Landkreis Darmstadt-Dieburg). Im Süden grenzt Hassenroth an den Höchster Ortsteil Hummetroth. Östlich des Orts verläuft die Landesstraße 3318, von der die Kreisstraße 116 in den Ort abzweigt und weiter nach Ober-Klingen führt, wo sie in die Landesstraße 3085 mündet.

## Geschichte

### Ortsgeschichte
Die älteste bekannte Erwähnung von Hassenroth datiert in das Jahre 1408. Bis 1521 gehörte Hassenroth zur Zent Umstadt. 1521 wurde es infolge des Landshuter Erbfolgekriegs dem kurpfälzischen Oberamt Otzberg zugesprochen. Das Oberamt Otzberg fiel 1803 infolge des Reichsdeputationshauptschlusses an die Landgrafschaft Hessen-Darmstadt. Mit dem Tauschvertrag zwischen der Hessen-Darmstadt und dem Herren von Löwenstein-Wertheim vom 5. Februar 1805 kam es zum Amt Habitzheim, das 1806 durch die Rheinbundakte an das Großherzogtums Hessen fiel. Die Niedere Gerichtsbarkeit blieb bis 1822 bei den Herren Löwenstein-Wertheim.
Hessische Gebietsreform (1970–1977)
Zum 31. Dezember 1971 wurde die bis dahin selbständige Gemeinde Hassenroth im Zuge der Gebietsreform in Hessen auf freiwilliger Basis in die Gemeinde Höchst im Odenwald eingemeindet. Für Hassenroth sowie für die übrigen im Zuge der Gebietsreform eingegliederten Gemeinden von Höchst i. Odw. wurden Ortsbezirke gebildet.

### Verwaltungsgeschichte im Überblick
Die folgende Liste zeigt die Staaten und Verwaltungseinheiten, denen Hassenroth angehört(e):
- vor 1390: Heiliges Römisches Reich, Kloster Fulda, Zent Umstadt (Kondominat)
- ab 1390: Heiliges Römisches Reich, Kurpfalz (durch Kauf; bis 1427 an Herrschaft Hanau verpfändet), Zent Umstadt
- ab 1524: Heiliges Römisches Reich, Kurpfalz, Oberamt Otzberg
- ab 1803: Heiliges Römisches Reich, Landgrafschaft Hessen-Darmstadt,[Anm. 2] Oberamt Otzberg
- ab 1805: Heiliges Römisches Reich, Herren von Löwenstein-Wertheim (durch Tausch), Amt Habitzheim
- ab 1806: Großherzogtum Hessen,[Anm. 3] Fürstentum Starkenburg, Amt Habitzheim (Niedere Gerichtsbarkeit weiter bei Löwenstein-Wertheim)
- ab 1815: Großherzogtum Hessen[Anm. 4], Provinz Starkenburg, Amt Habitzheim (zur Standesherrschaft Löwenstein-Wertheim gehörig)
- ab 1822: Großherzogtum Hessen, Provinz Starkenburg, Landratsbezirk Breuberg[Anm. 5]
- ab 1848: Großherzogtum Hessen, Regierungsbezirk Erbach
- ab 1852: Großherzogtum Hessen, Provinz Starkenburg, Kreis Neustadt
- ab 1871: Deutsches Reich, Großherzogtum Hessen, Provinz Starkenburg, Kreis Neustadt
- ab 1874: Großherzogtum Hessen, Provinz Starkenburg, Kreis Erbach
- ab 1918: Deutsches Reich (Weimarer Republik), Volksstaat Hessen, Provinz Starkenburg, Kreis Erbach
- ab 1938: Deutsches Reich, Volksstaat Hessen, Landkreis Erbach[10][Anm. 6]
- ab 1945: Deutsches Reich, Amerikanische Besatzungszone,[Anm. 7] Groß-Hessen, Regierungsbezirk Darmstadt, Landkreis Erbach
- ab 1946: Deutsches Reich, Amerikanische Besatzungszone, Hessen, Regierungsbezirk Darmstadt, Landkreis Erbach
- ab 1949: Bundesrepublik Deutschland, Hessen, Regierungsbezirk Darmstadt, Landkreis Erbach
- ab 1972: Bundesrepublik Deutschland, Hessen, Regierungsbezirk Darmstadt, Landkreis Erbach, Gemeinde Höchst im Odenwald[Anm. 8]
- ab 1972: Bundesrepublik Deutschland, Hessen, Regierungsbezirk Darmstadt, Odenwaldkreis, Gemeinde Höchst im Odenwald

## Bevölkerung

### Einwohnerstruktur 2011
Nach den Erhebungen des Zensus 2011 lebten am Stichtag dem 9. Mai 2011 in Hassenroth 1050 Einwohner. Darunter waren 39 (3,7 %) Ausländer. Nach dem Lebensalter waren 171 Einwohner unter 18 Jahren, 414 waren zwischen 18 und 49, 246 zwischen 50 und 64 und 216 Einwohner waren älter. Die Einwohner lebten in 447 Haushalten. Davon waren 90 Singlehaushalte, 171 Paare ohne Kinder und 144 Paare mit Kindern, sowie 33 Alleinerziehende und 6 Wohngemeinschaften. In 82 Haushalten lebten ausschließlich Senioren und in 294 Haushaltungen leben keine Senioren.

### Einwohnerentwicklung
- 1633: 47 Einwohner[7]
- 1961: 428 evangelische (= 91,26 %), 41 katholische (= 8,74 %) Einwohner[7]

| Hassenroth: Einwohnerzahlen von 1834 bis 2015 | Hassenroth: Einwohnerzahlen von 1834 bis 2015 | Hassenroth: Einwohnerzahlen von 1834 bis 2015 | Hassenroth: Einwohnerzahlen von 1834 bis 2015 | Hassenroth: Einwohnerzahlen von 1834 bis 2015 |
| --- | --------------------------------------------- | --------------------------------------------- | --------------------------------------------- | --------------------------------------------- |
| Jahr |                                               |                                               |                                               | Einwohner                                     |
| 1834 | 1834                                          |                                               | 251                                           | 251                                           |
| 1840 | 1840                                          |                                               | 281                                           | 281                                           |
| 1846 | 1846                                          |                                               | 292                                           | 292                                           |
| 1852 | 1852                                          |                                               | 299                                           | 299                                           |
| 1858 | 1858                                          |                                               | 269                                           | 269                                           |
| 1864 | 1864                                          |                                               | 276                                           | 276                                           |
| 1871 | 1871                                          |                                               | 291                                           | 291                                           |
| 1875 | 1875                                          |                                               | 297                                           | 297                                           |
| 1885 | 1885                                          |                                               | 298                                           | 298                                           |
| 1895 | 1895                                          |                                               | 328                                           | 328                                           |
| 1905 | 1905                                          |                                               | 345                                           | 345                                           |
| 1910 | 1910                                          |                                               | 344                                           | 344                                           |
| 1925 | 1925                                          |                                               | 336                                           | 336                                           |
| 1939 | 1939                                          |                                               | 358                                           | 358                                           |
| 1946 | 1946                                          |                                               | 475                                           | 475                                           |
| 1950 | 1950                                          |                                               | 456                                           | 456                                           |
| 1956 | 1956                                          |                                               | 455                                           | 455                                           |
| 1961 | 1961                                          |                                               | 469                                           | 469                                           |
| 1967 | 1967                                          |                                               | 558                                           | 558                                           |
| 1970 | 1970                                          |                                               | 567                                           | 567                                           |
| 1980 | 1980                                          |                                               | ?                                             | ?                                             |
| 1990 | 1990                                          |                                               | ?                                             | ?                                             |
| 2000 | 2000                                          |                                               | ?                                             | ?                                             |
| 2005 | 2005                                          |                                               | 1.059                                         | 1.059                                         |
| 2010 | 2010                                          |                                               | 1.066                                         | 1.066                                         |
| 2011 | 2011                                          |                                               | 1.050                                         | 1.050                                         |
| 2015 | 2015                                          |                                               | 1.035                                         | 1.035                                         |
| Datenquelle: Historisches Gemeindeverzeichnis für Hessen: Die Bevölkerung der Gemeinden 1834 bis 1967. Wiesbaden: Hessisches Statistisches Landesamt, 1968. Weitere Quellen: LAGIS; Gemeinde Höchst im Owd.: 2005–2015; Zensus 2011 |                                               |                                               |                                               |                                               |

## Religion
Die Bevölkerung in Hassenroth war seit jeher überwiegend evangelisch. Kirchlich betreut wurde und wird sie von Hering aus. Noch heute bilden Hering und Hassenroth eine gemeinsame Kirchengemeinde im Kirchspiel Otzberg.
Die Katholiken in Hassenroth werden von Höchst aus betreut.
Jahrhundertelang mussten die evangelischen Hassenröther zum Gottesdienstbesuch und zum Konfirmandenunterricht durch den Wald nach Hering laufen. Das fand erst mit dem Bau eines eigenen Gotteshauses ein Ende. Am 15. Januar 1967 wurde die evangelische Kirche in Hassenroth eingeweiht und ihrer Bestimmung übergeben.
Kirche

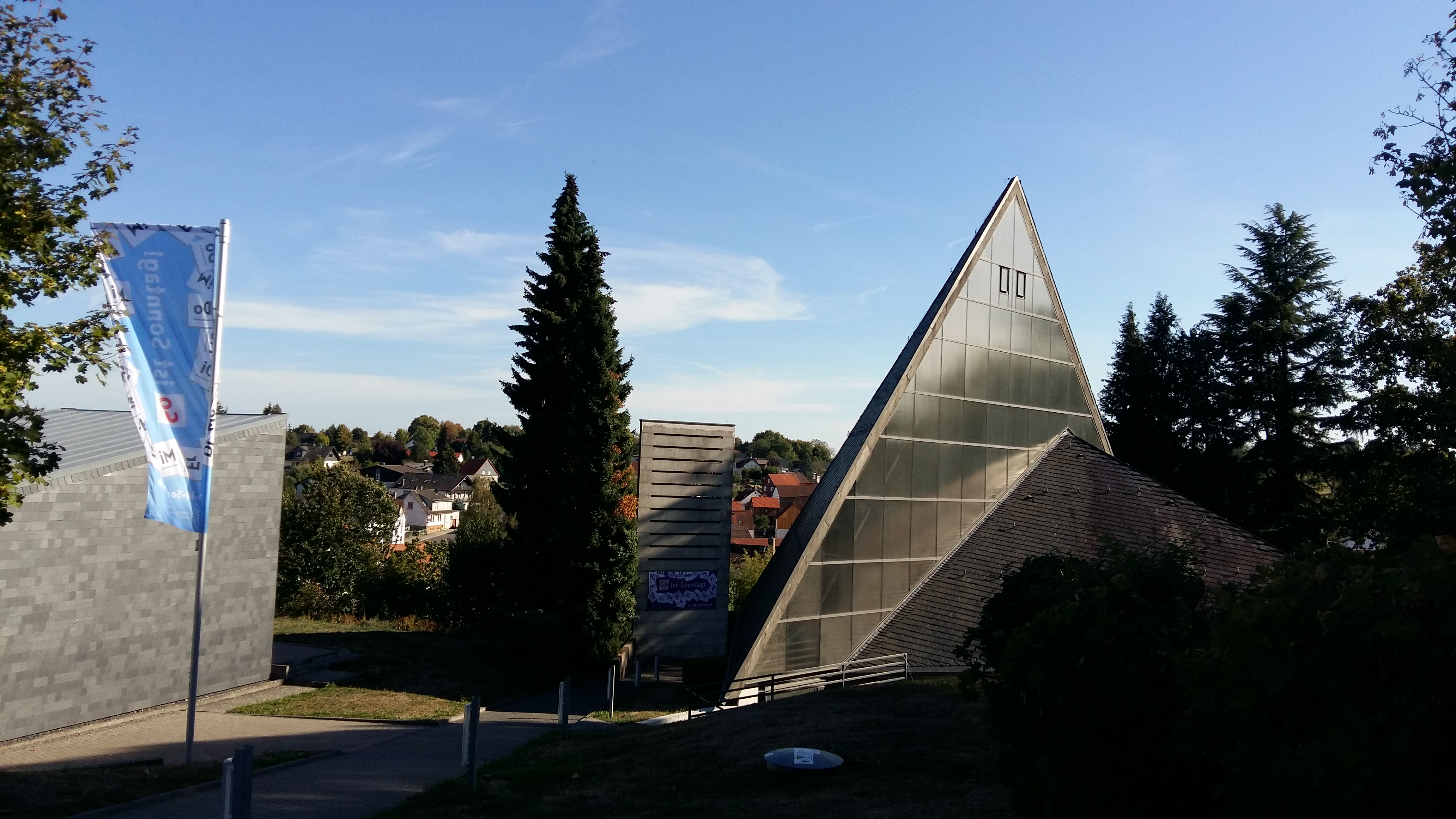
Das Kirchengebäude 2018

Ein 1960 gegründeter Kirchbauverein half mit, dieses ehrgeizige Projekt zu verwirklichen. Treibende Kraft war der damalige Bürgermeister Phillip Dörr. Der Baugrund wurde von der politischen Gemeinde zur Verfügung gestellt. Der Offenbacher Architekt Paul Friedrich Posenenske schuf die Pläne für die avantgardistische und damals ungewöhnliche Struktur. Zwei versetzte Pyramiden schieben sich ineinander und geben dem Kirchenbau die Form eines Zeltes.
Das moderne Gebäude besteht aus Sichtbeton, Stahlkonstruktion, Holzverschalung und Industrieglas. Der Innenraum ist der reformierten Tradition der Gemeinde entsprechend schlicht und nüchtern gehalten. Außer den einfarbigen Paramenten gibt es nichts buntes. Die Kirche bietet 140 Besuchern Platz. Sie kann durch weitere Bestuhlung bis zu 200 Menschen aufnehmen. Bei Tageslicht wird der Altarraum indirekt optimal erhellt. Der Besucher sitzt im dunkleren Teil des Raumes und schaut ins Helle, jedoch ohne geblendet zu werden. Bei Dunkelheit ist die elektrische Beleuchtung dagegen unzureichend.
197x hatte die Evangelische Kirchengemeinde das unterhalb der Kirche gelegene, ehemalige Lehrerwohnhaus erworben und als Gemeindehaus mit Wohnung im Dachgeschoss genutzt. Es wurde zur Finanzierung eines Neubaus verkauft und dient heute wieder als Wohnhaus.
Das neue Gemeindehaus wurde zwischen der  Friedhofskapelle und der Kirche errichtet und im Advent 2006 eingeweiht. Die Fassade ist wie das Kirchendach mit dunklem Naturschiefer belegt. Die drei Gebäude bilden zusammen ein architektonisch stimmiges Ensemble.

## Politik
Für Hassenroth besteht ein Ortsbezirk (Gebiete der ehemaligen Gemeinde Hassenroth) mit Ortsbeirat und Ortsvorsteher nach der Hessischen Gemeindeordnung. Der Ortsbeirat besteht aus drei Mitgliedern. Bei den Kommunalwahlen in Hessen 2021 betrug die Wahlbeteiligung zum Ortsbeirat 55,78 %. Dabei wurden gewählt: je ein Mitglied der CDU, der SPD und der Liste „Kommunalpolitischer Arbeitskreis Höchst i. Odw.“ (KAH). Der Ortsbeirat wählte Gerald Heid (SPD) zum Ortsvorsteher. Stellvertretender Ortsvorsteher ist Patrick Eich (KAH) und Schriftführer ist Lars Maruhn (CDU)

## Vereine
- Gemischter Chor: Die Sängervereinigung Gemischter Chor Hassenroth e. V. wurde am 17. März 1956 als reiner Männerchor unter der damaligen Bezeichnung Männerchor Hassenroth gegründet. Der Chor wurde 1965 erweitert. Seitdem handelt es sich um einen gemischten Chor.
- Freiwillige Feuerwehr Höchst-West e. V.
- Sportverein: SC Hassenroth 1973 e. V.
- Elterninitiative Hassenroth e. V.
- Reit- und Fahrverein Hassenröther Höhe e. V.

## Wirtschaft und Infrastruktur

### Verkehr

#### Zufahrtsstraßen
Hassenroth ist über die Kreisstraße 116 von Ober-Klingen (Gemeinde Otzberg) sowie die Landesstraße 3318 von Hummetroth und von Hering (Gemeinde Otzberg) aus zu erreichen.
Die Verbindung nach Hering wurde erst in den 1960er Jahren erstellt. Vorher mussten Kraftfahrzeuge über Ober- und Nieder-Klingen und Lengfeld nach Hering fahren, es sei denn, der Fahrer hatte eine forstamtliche Sondergenehmigung für den Waldweg zwischen Hering und Hassenroth. Dieser diente über Jahrhunderte hinweg als Fußweg, zum Beispiel zum Gottesdienstbesuch in Hering.
Die Straßen nach Ober-Klingen und Hering führen durch dichten Wald. Bei Sturm kommt es hin und wieder zu umstürzenden Bäumen. Bei Orkan sind diese Straßen regelmäßig blockiert, zuletzt im Jahr 2007 bei „Kyrill“. Hassenroth ist dann nur noch über Hummetroth zu erreichen.

#### Personennahverkehr
Hassenroth gehört zum Rhein-Main-Verkehrsverbund.
Drei Bushaltestellen liegen im Bereich von Hassenroth: Darmstädter Straße, Spielplatz/Teich und – außerhalb an der Landstraße nach Hummetroth gelegen – Lenzwiese. Der Busverkehr ist vor allem auf den Hauptort Höchst im Odenwald der gleichnamigen Gemeinde ausgerichtet, da diese Verbindung auch für den Schülerverkehr die größte Bedeutung hat. Insbesondere außerhalb der Schulzeiten und außerhalb des Berufsverkehrs sowie an Wochenenden und hessischen Feiertagen verkehren die Busse meist nur nach rechtzeitiger Anforderung durch den Fahrgast (Rufbus). An Wochenenden und hessischen Feiertagen stellt der Bus auch eine Verbindung zu drei touristischen Zielen in der näheren Umgebung her: zur Veste Otzberg, zur römischen Villa Haselburg und zur Burg Breuberg.
Bahnanschluss besteht über die vier etwa gleich weit (ca. 7 … 8 km) entfernten Bahnhöfe Höchst (Odenwald), Höchst Mümling-Grumbach, Groß Umstadt-Wiebelsbach und Otzberg-Lengfeld, die alle von der Odenwaldbahn bedient werden. Die Odenwaldbahn stellt direkte Verbindungen u. a. nach Darmstadt – dem zugehörigen Oberzentrum – (ab Höchst (Odenwald) ca. 40 Min.; ab Otzberg-Lengfeld ca. 30 Min.), nach Frankfurt am Main (ab Höchst (Odenwald) ca. 1 Std.; ab Otzberg-Lengfeld ca. 50 Min.) und nach Erbach und Michelstadt – den zugehörigen Mittelzentren – (ab Höchst (Odenwald) ca. 15 Min.) her. Zwischen Hassenroth und dem Bahnhof Höchst (Odenwald) und an Wochenenden und hessischen Feiertagen auch zwischen Hassenroth und dem Bahnhof Otzberg-Lengfeld gibt es Busverbindungen.

### Kindergarten
In Hassenroth befindet sich der von der Gemeinde Höchst im Odenwald betriebene Kindergarten Zu den Birken.

### Schule
Die für Hassenroth zuständige Grundschule Schule an der Mümling befindet sich im Hauptort Höchst im Odenwald der gleichnamigen Gemeinde. Auch alle weiterführenden allgemeinbildenden Schulformen: Hauptschule, Realschule, Gymnasium (einschließlich gymnasialer Oberstufe), werden in Höchst im Odenwald angeboten und zwar in der kooperativen Gesamtschule Ernst-Göbel-Schule.
In Hassenroth selbst bestand bis 1970 eine Dorfschule mit einem Klassenraum. Das ehemalige Schulhaus in der Darmstädter Straße 31, dessen erster Bauabschnitt 1848 errichtet wurde, befindet sich heute in Privatbesitz und wird zu Wohnzwecken genutzt.

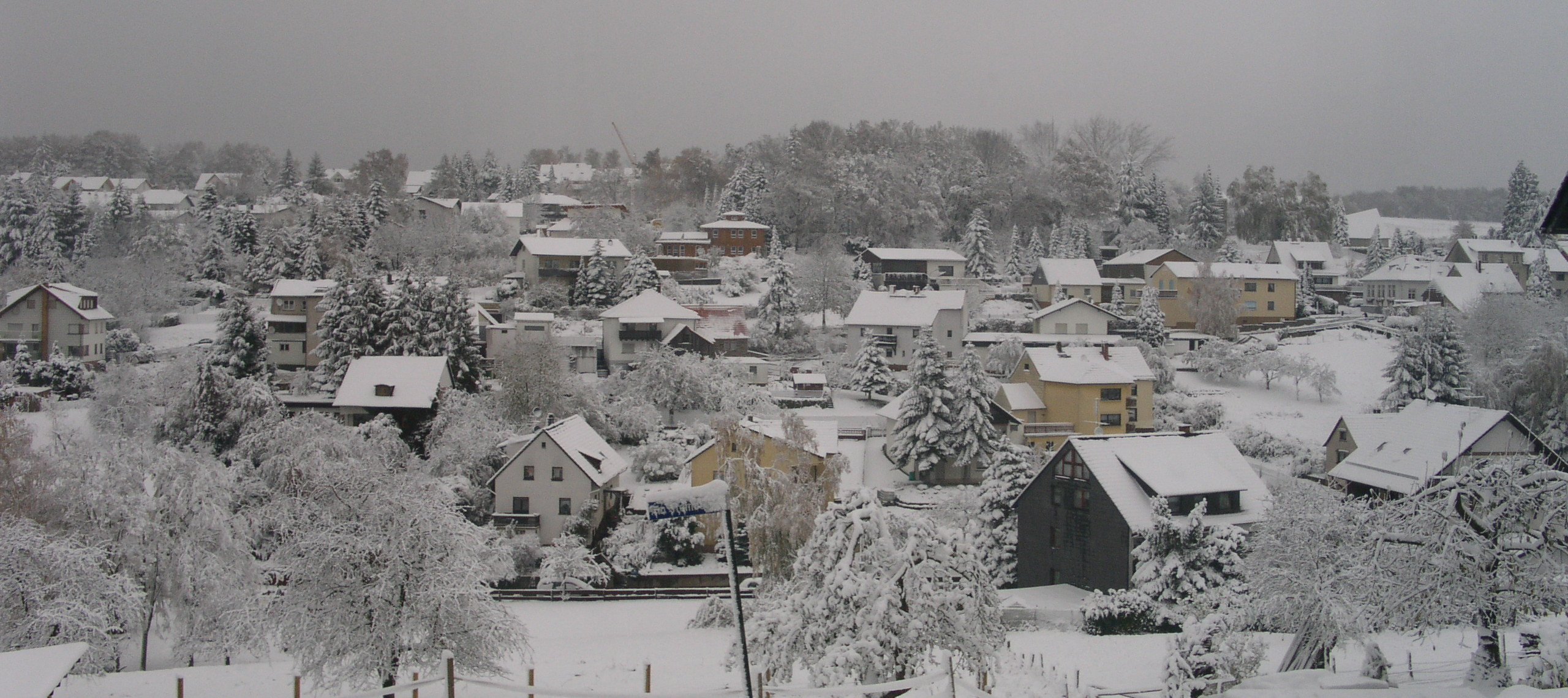
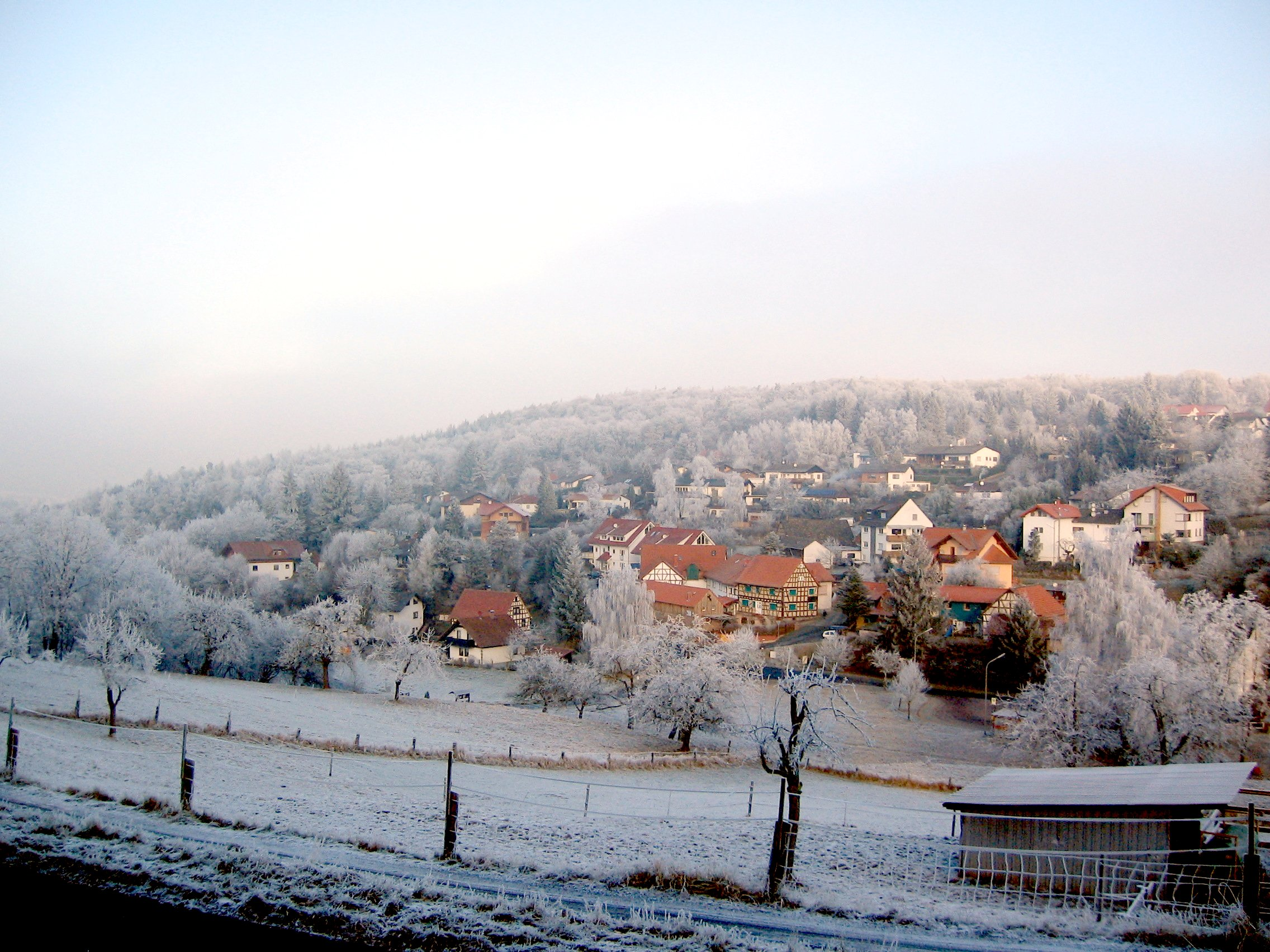
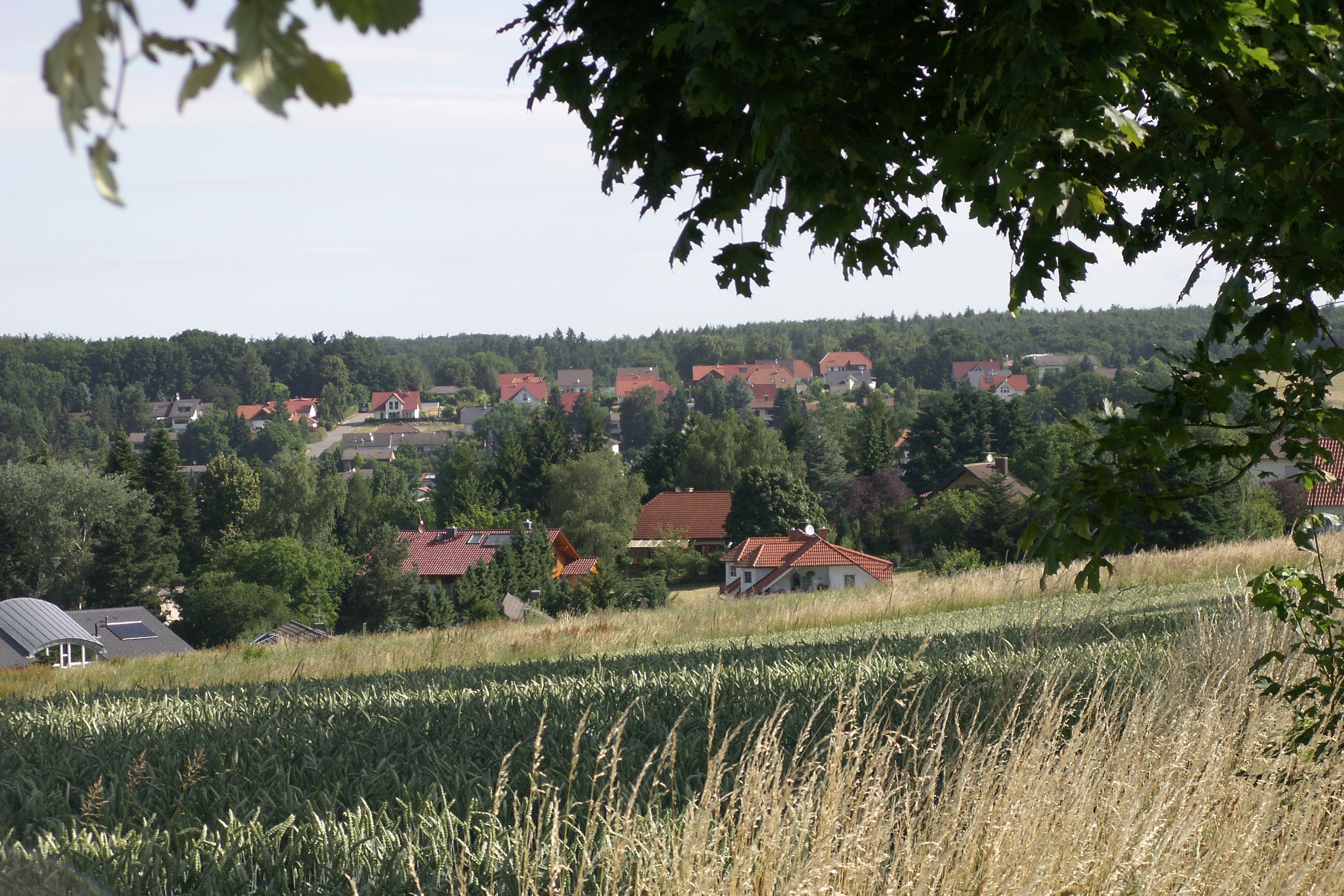
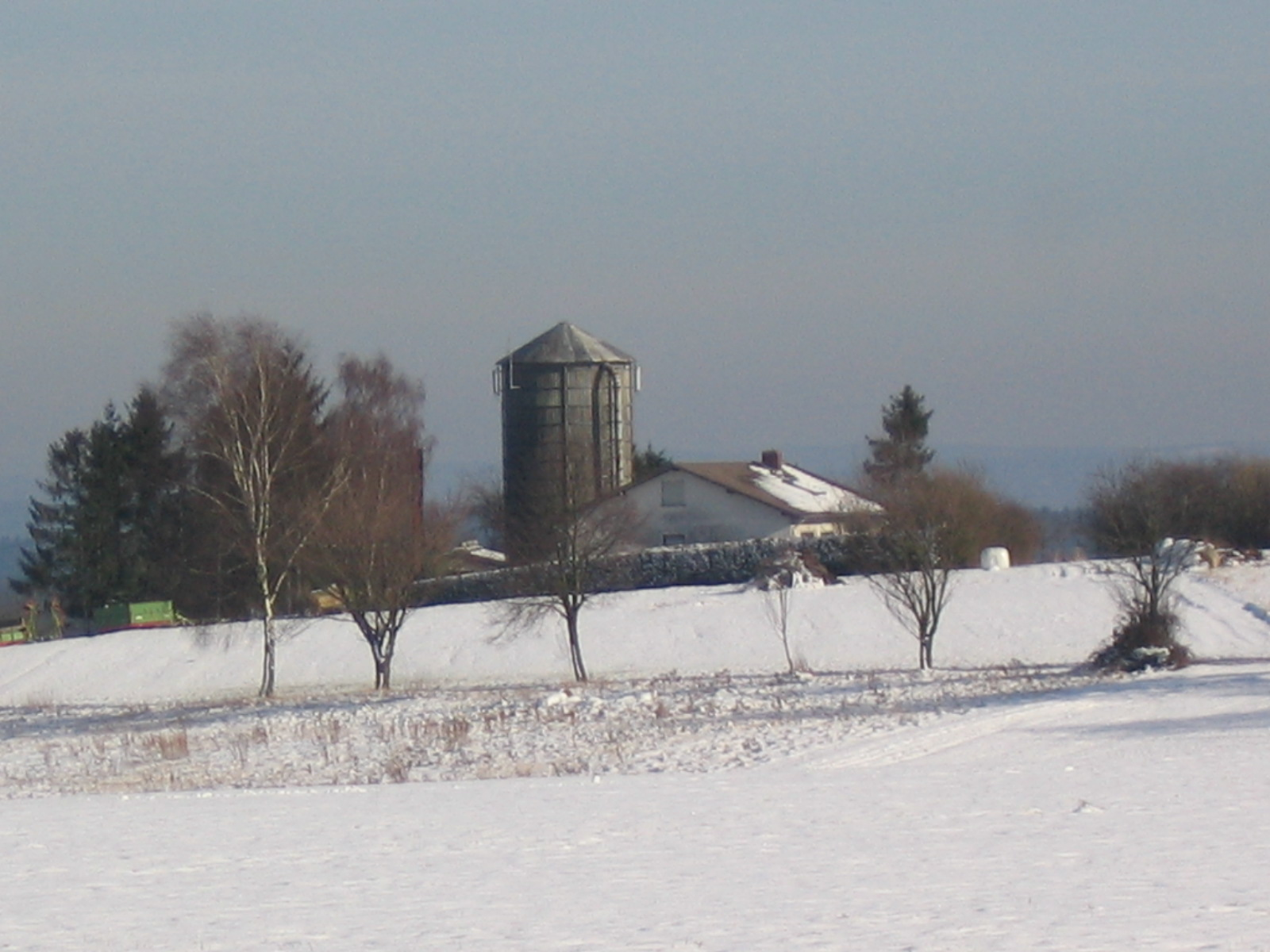
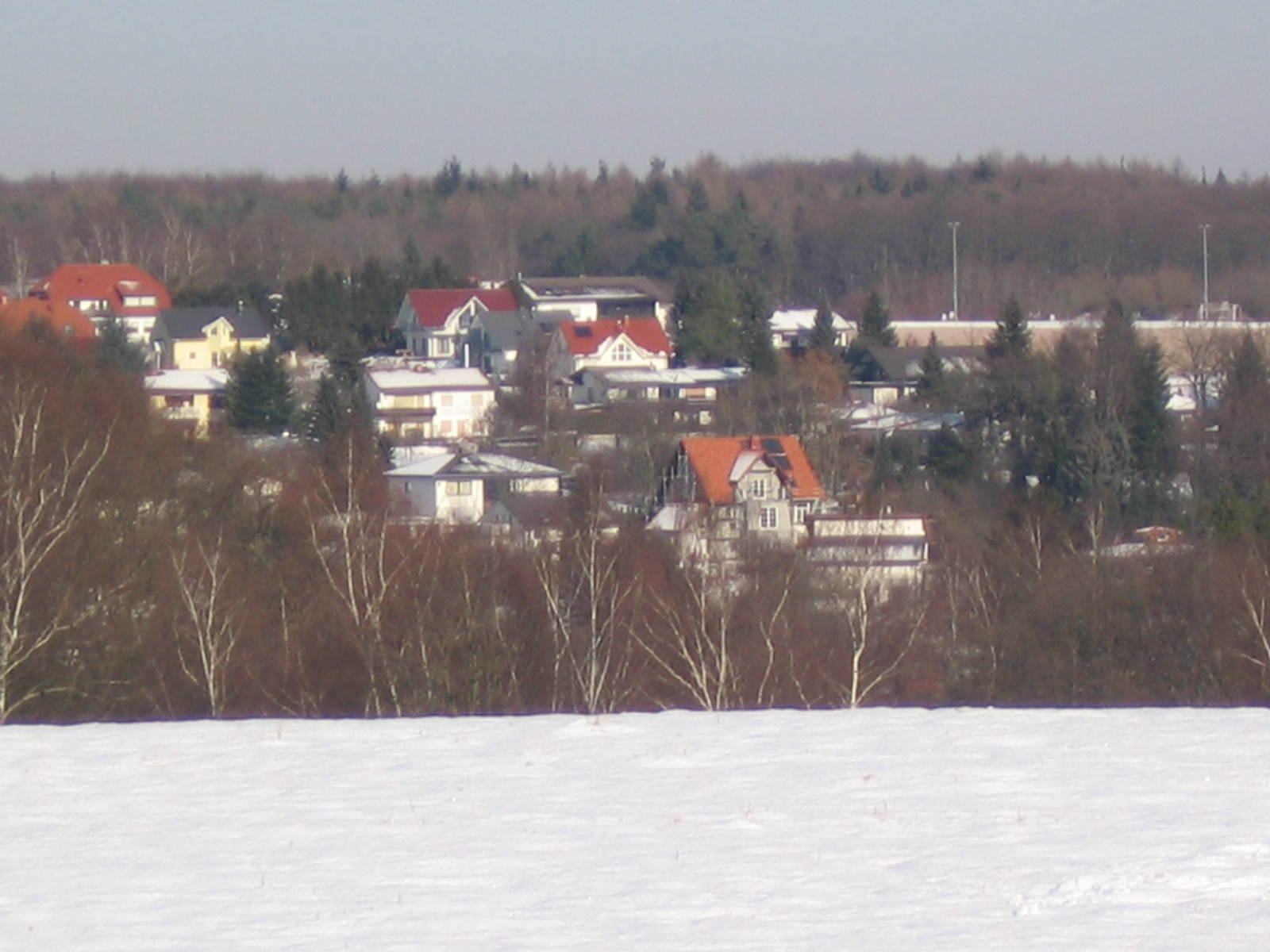